# Javier Iritier
Javier Iritier (Gregorio de Laferrere, Buenos Aires, Argentina, 20 de diciembre de 1994) es un futbolista argentino que se desempeña en la posición de enganche en el club Club Atlético Chaco For Ever de la Primera Nacional.

## Trayectoria

### Huracán
En 2015 firmó su primer contrato con el club que lo formó y jugó en la reserva hasta el 29 de octubre de 2016, fecha en que debutó en el empate 1 a 1 frente a Rosario Central por el Campeonato de Primera División 2016-17. Disputó 5 partidos sin haber convertido goles y fallado un penal. Al finalizar el año se le venció el contrato y no lo renovó, por lo que quedó en libertad de acción.

### Estudiantes de La Plata
En febrero de 2017 fichó con Estudiantes de La Plata en condición de jugador libre.

### Tigre
En agosto de 2017, luego de haber jugado muy poco en el primer equipo de Estudiantes de La Plata, pasó al Club Atlético Tigre recomendado por el entrenador Ricardo Caruso Lombardi.

### Aldosivi
En julio de 2018 firmó un año con Aldosivi, donde alternó titularidad, suplencia y no participación entre los convocados.

### Apollon Smyrnis
En 2019 siguió su carrera en Grecia. Totalizó 17 partidos con el primer equipo de Apollon Smyrnis pero decidió pegar la vuelta.

### Aldosivi
En los primeros días de septiembre de 2020, se confirmó su regreso a Aldosivi. Firmó por un año, con cláusula de salida en diciembre.

## Clubes
| Club             | País      | Año         |
| ---------------- | --------- | ----------- |
| Huracán          | Argentina | 2016        |
| Estudiantes (LP) | Argentina | 2017        |
| Tigre            | Argentina | 2017 - 2018 |
| Aldosivi         | Argentina | 2018 - 2019 |
| Apollon Smyrnis  | Grecia    | 2019 - 2020 |
| Aldosivi         | Argentina | 2020 - 2022 |
| Chaco For Ever   | Argentina | 2023 - Act. |

## Estadísticas

### Clubes
- Actualizado hasta el 4 de enero de 2021.

| Huracán Argentina |                     |                     |    |   |    |   |   |    |    |      |      |
| 1.ª | 2016-17             | 5                   | 0  | 0 | 0  | - | - | 5  | 0  | 0,00 |      |
| Total club | Total club          | Total club          | 5  | 0 | 0  | 0 | - | -  | 5  | 0    | 0,00 |
| Estudiantes (LP) Argentina |                     |                     |    |   |    |   |   |    |    |      |      |
| 1.ª | 2016-17             | 0                   | 0  | 0 | 0  | 4 | 1 | 4  | 1  | 0,25 |      |
| Total club | Total club          | Total club          | 0  | 0 | 0  | 0 | 4 | 1  | 4  | 1    | 0,25 |
| Tigre Argentina |                     |                     |    |   |    |   |   |    |    |      |      |
| 1.ª | 2017-18             | 9                   | 1  | 0 | 0  | - | - | 9  | 1  | 0,11 |      |
| Total club | Total club          | Total club          | 9  | 1 | 0  | 0 | - | -  | 9  | 1    | 0,11 |
| Aldosivi Argentina |                     |                     |    |   |    |   |   |    |    |      |      |
| 1.ª | 2018-19             | 15                  | 1  | 2 | 0  | - | - | 17 | 1  | 0,05 |      |
| 1.ª | 2020                | -                   | -  | 8 | 0  | - | - | 3  | 0  | 0,00 |      |
| Total club | Total club          | Total club          | 15 | 1 | 10 | 0 | - | -  | 25 | 1    | 0,04 |
| Apollon Smyrnis · Grecia |                     |                     |    |   |    |   |   |    |    |      |      |
| 2.ª | 2019-20             | 8                   | 1  | 0 | 0  | - | - | 8  | 1  | 0,12 |      |
| Total club | Total club          | Total club          | 8  | 1 | 0  | 0 | - | -  | 8  | 1    | 0,12 |
| Total en su carrera | Total en su carrera | Total en su carrera | 37 | 3 | 10 | 0 | 4 | 1  | 51 | 4    | 0,07 |
| (1) Las copas nacionales se refiere a la Copa Argentina, a la Copa de la Liga Profesional y a la Copa de Grecia. (2) Las copas internacionales se refiere a la Copa Libertadores, a la Copa Sudamericana, a la Liga de Campeones de la UEFA y a la Liga Europa de la UEFA. (3) Media de goles por encuentro. No incluye goles en partidos amistosos. |                     |                     |    |   |    |   |   |    |    |      |      |